# Lonesome Crow Tour
„Lonesome Crow Tour“ е първото концертно турне на германската рок група „Скорпиънс“. Турнето е национално в рамките на Германия, започва на 5 април 1972 г. и завършва през следващата година на 18 август. По време на турнето Скорпиънс се изявяват единствено като подгряваща група на Рори Галахър, „Юрая Хийп“ и „Ю Еф Оу“, в хода на тяхната обиколка братът на Рудолф Шенкер – Михаел напуска групата за да се присъедини към „Ю Еф Оу“. Мястото на Михаел е заето от Ули Джон Рот, така „Скорпиънс“ успяват да завършват турнето си, след това обаче групата на практика се разпада.

## Музиканти
- Клаус Майне – вокали
- Рудолф Шенкер – китари
- Михаел Шенкер – китари
- Волфганг Дзиони – барабани
- Лотар Хаймберг – бас

## Дати
| Дата           | Град        | Държава  | Място            |
| Европа         | Европа      | Европа   | Европа           |
| -------------- | ----------- | -------- | ---------------- |
| 5 април 1972   | Хайделберг  | Германия |                  |
| 16 април 1972  | Хамбург     | Германия |                  |
| 3 май 1972     | Мюнстер     | Германия | Landhalle        |
| 21 май 1972    | Лангелсхайм | Германия | Freedom Festival |
| 18 януари 1973 | Майнхайм    | Германия | Rosengarten      |
| 20 януари 1973 | Битигхайм   | Германия |                  |
| Януари 1973    | Дюселдорф   | Германия |                  |
| 29 юни 1973    | Вехта       | Германия | Festival         |
| 18 август 1973 | Линдау      | Германия | Festival         |